# 子鶴郷
子鶴郷（こつるごう）は、平安時代の陸奥国行方郡にあった郷である。現在の福島県南相馬市原町区の鶴谷とする説がある。
『和名類聚抄』が国・郡・郷を列挙する中に子鶴郷が見える。行方郡があった南相馬市には、鶴谷（つるがい）という地名があり、これを子鶴郷と結びつける説がある。鶴谷は太田川の右岸（南岸）で、磐城太田駅の南西にある。